# ヒートガイジェイ
『ヒートガイジェイ』（Heat Guy-J）は、日本のテレビアニメ作品。2002年10月1日から2003年3月25日までサテライト制作でTBS・BS-i（現・BS-TBS）で放送された。全26話（うちテレビ未放送話1回あり）。TBSにとっては現時点における最後の「自社製作・自局放送」のオリジナルテレビアニメ作品である。

## 概要
近未来都市国家ジュドを舞台に、主人公ダイスケ・アウローラとアンドロイドのジェイとの友情を主軸として、主人公と、選ばれし者による支配を目指す主人公の兄、シュン・アウローラとの確執など、様々な熱い男たちのドラマを織り交ぜながら、物語が展開する。

## あらすじ
ジュドの都市安全管理局中央司令部本部長シュン・アウローラは、新たに特務課を設置し、弟のダイスケ・アウローラをそこの準職員に任命した。シュンはアンドロイドのジェイをダイスケの相棒とするが、実はジュドではアンドロイドは禁止されていた。しかし、激増する犯罪に対処するため、シュンは特例としてジェイの製造を命じたのだった。
父をアンドロイドに殺された過去を持つダイスケは、ジェイになかなか心を開くことが出来なかったが、数々の難事件を解明するうち、次第にジェイをかけがえない相棒と認識するようになる。
やがて、父の暗殺の背景に、ジュドの実質的な支配者であるセルジュ・エチゴの存在があることを知ったダイスケは、謎に包まれたエチゴの正体を探るべく、その身辺を調査し始める。その頃、シュンは天上人を母に持つ自分たち兄弟こそがジュドを支配するのにふさわしいと考え、自分と共にジュドを支配しようと持ちかける。ダイスケはこの提案を拒絶するが、シュンは軍の青年将校と共にクーデターを決行する。ジュドの未来をかけたダイスケとシュンの対決がここに始まった。それは、父の死後、冷たい仕打ちをしてきた世間、自分の元を去った母への恨みの念から自由になれないシュンと偏見にとらわれず、母親を始め多くの人間たちを許し、様々な立場の人間たちと協力しながら生きていこうというダイスケの人生観の対決でもあった。

## 設定
人類は7つの都市国家に分かれて生活しており、物語の舞台であるジュドもその1つである。各都市国家のライフラインは天上人（てんじょうびと）と呼ばれる異能者によって管理され、18年ごとに天上人が各都市をまわってメンテナンスを行なっている。天上人と普通の人間が結婚して、ともに生活することもある。
ジュドは鎖国政策をとっており、他の都市国家との交流はほとんどない。他の都市国家から難民が流入することがあるが、彼らは流民（りゅうみん）と呼ばれ、ジュドでは二級市民の扱いを受けている。ジュドではパスポートと呼ばれる身分証明書を持つ者だけが正式な市民として遇せられる。
ジュド以外の都市として、マグナガリアがあり、ここでは重犯罪者は、顔を獣の顔に整形させられ、精神をも獣並みに調教されることがある。

## 登場人物
ダイスケ・アウローラ
声 - 松風雅也
本作の主人公。21歳。都市安全管理局中央司令部特務課準職員。政治家の父と天上人の母を持つ高貴な家柄の出身だが、幼い時に、母は父と兄弟を残して天上人たちの元に去り、父はアンドロイドを使ったテロによって殺され、将軍によって育てられる。そのため、ジェイのことも当初はよく思っていなかったが、次第に彼に友情を感じるようになり、かけがえのない相棒と感じるようになった。普段は、クールでマイペースに振る舞うが、実際は正義感が強く人情家。ただ、兄のコネで今の仕事に就いたと思い込んでいるため、仕事の熱意は薄い。父の形見である銀の銃弾のペンダントを常に首にかけている。
様々な階層の人々に知り合いがおり、顔が広い。一見、風来坊のような外見だが、キョウコに先物取引の仕組みについて説明したり、数学の論文から事件の真相を暴くなど所々で教養の深さをうかがわせる。シュンによって都市安全管理局に採用されるが、後に彼と対立し、執政府直属の特務課職員となる。作中人外も多いため目立ちにくいが、将軍から手ほどきを受けており身体能力も高く、相手が複数で拳銃を持っていても制圧出来るほど強い。
ジェイ
声 - 菅生隆之　
ダイスケの相棒で、アンドロイド。外見は40歳前後の男性。度々、ダイスケの危機を救う。身長：230cm、体重：0.3t。アントニアの父親をモデルに設計されており、そのため彼女から大事にされている。また、説教臭い人生訓めいた台詞を言うが、これはあくまでプログラムによるもので、感情回路は無い。動力は燃料電池。激しい動作をすると、排熱のため人工皮膚下から排気口が現れ、大量の水蒸気を吹き出す。それに包まれて暴れ回る姿から、「ヒートガイ」と呼ばれる。
キョウコ・ミルシャン
声 - 千葉紗子
都市安全管理局中央司令部特務課監察兼経理兼雑用、特務課の事務的な仕事一切を引き受ける女性。22歳。才色兼備で、かなり生真面目な性格だが、天然ボケな所もある。当初はシュンに憧れの念を抱いていたが、事件をダイスケと共に解決するうち、次第に彼に想いを寄せるようになる。拳銃の取り扱いは、訓練した程度の腕前。
アントニア・ベルッチ
声 - 小林沙苗
民間企業「セクト」の社員。ジェイの開発主任を務めた科学者。24歳。ダイスケが想いを寄せる妖艶な美女。しかし、本人は幼少時に父親と死別した事からファザコン気味な所があり、ジェイに父親を投影している。そのために、ジェイが故障すると激怒する。「セクト」の倒産後、ジェイのメンテナンス係として特務課の職員となる。そのことをキョウコ自身は面白く思っていないが、自身は彼女から疎まれていることに気づいていない。
ケン・エジムンド
声 - 藤原啓治
ダイスケの友人。警察局警部。31歳。ダイスケとは事件の情報を交換して、持ちつ持たれつの関係を築いている。正義感が強いが、頑固かつ下品で感情の勢いに任せた行動を取ることが多い。反面、老獪な面も併せ持つ。幼くして金儲けに勤しむモニカの行く末を心配している。いつも手柄を先取りされているようで、都市保安管理局分室を非常に嫌う。
モニカ・ガブリエル
声 - 清水愛
写真屋を切り盛りする一方、ダイスケに情報をもたらす情報屋でもある。10歳。クリスチィーナ・ガブリエルの娘。母親が半ばアル中で生活力がないため、モニカの稼ぎに母娘の生活がかかっており、そのため幼いながら、商売のやり方は強かである。時々、大人顔負けの発言をする。家を兼任する写真屋を放火で失い、政府直属特務課となったダイスケにスカウトされ「世のなか金」の考えを改めさせるべく、母子共々エジムンドと暮らすことになる。
将軍
声 - 宮田光
サウスタウンのダウンタウンで、雑貨店を営む78歳の老人。ダイスケとシュンの父の死後、2人の面倒を見た。かつては、武闘派マフィアのボスで、現在でも闇の世界に隠然たる影響力を持つ模様。ダイスケからは非常に慕われており、情報を求めて彼が度々将軍の店に訪れている。
ボマ
声 - 櫻井孝宏
マグナガリアからの流民。25歳。マグナガリアでは義賊として通っていたが、ある事情から逮捕され、顔を獣の顔に変えられた（現在はホログラフ投影によって人間の顔をしている）。その後、マグナガリアから逃亡した。現在は生き別れになった妹・"ウサギ"の行方を追って、ジュド市内を放浪している。武器は刀で、銃弾を叩き落したり防護服を難なく切ったりする事が出来るほど。超人的な剣術と身体能力を持つ。ダイスケとは意気投合し、度々彼の危機を助ける。
クレア・レオネリ
声 - 阪口大助 / 幼年期 - 渡辺明乃
総合商社「カンパニー・ビィータ」の若き当主だが、裏は犯罪組織「レオネリファミリー」の2代目ボス。コードネームは「ヴァンパイア」。19歳。頭脳明晰で、当主としての素質も高く、部下から絶対的な信頼を得る。ダイスケに敵対心を抱き、マウロの忠告を無視して、度々無茶な事件を起こしては、彼を翻弄しようとする。しかし、自身の勝手な振る舞いは次第にエチゴの怒りを買い始める。先代ボスの父親を尊敬する一方、劣等感も強い模様。
マウロ
声 - 関根信昭
「レオネリファミリー」相談役。58歳。先代・ロレンツォの頃よりファミリーに仕えている。クレアに翻弄されて戸惑ってはいるが、常に彼を支えている。
ジョバンニ・ギャロ
声 - 三宅健太
「レオネリファミリー」幹部兼親衛隊長。クレアの護衛。27歳。元はスラムの孤児だったが、幼少時に先代のヴァンパイアに見出されクレア付きとなる。クレアに強い忠誠心を持つ。
ミシェル・ルビンスタイン
声 - 小西克幸
「レオネリファミリー」幹部。クレアの護衛。25歳。レオネリのカジノを取り仕切っている。「幸運のダイス」をいつも持っている。穏やかな性格。
イアン・ナルセ
声 - 福山潤
クレアの護衛。21歳。名門ベルッツィ大学を飛び級で卒業した。秀才の証のカレッジリングをいつも身につけている。
シュン・アウローラ
声 - 三木眞一郎
ダイスケの兄。都市安全管理局中央司令部本部長。29歳。冷徹な性格で、普段は弟を冷たくあしらう。反面、論理的な思考を持ち、執政官が政策の助言を求めにやって来る事もある。父親と自分たち兄弟を残して天上人たちのところに帰ってしまった母親を許せないでいる。その父親は誠実な政治家だったが、彼がアンドロイドに暗殺された後、心無い市民からは「暗殺されたからには何か理由があるはずだ」と後ろ指を指され続け、市民に対して激しい恨みを抱くようになった。やがて、その恨みは天上人の子であるという優越感と結びつき、エリート主義者となる。青年将校と共にクーデターを決行する。
フィア・オリヴィエラ
声 - 根谷美智子
都市安全管理局中央司令部秘書課・本部長秘書。27歳。シュンをサポートする美女。シュンとは相思相愛のようだが、時折、彼に対して嫌味のようなことを言ったり、独自の動きを見せたりと、必ずしもシュンの思惑通りには動いていない。ダイスケにも優しく接し、陰ながらも援助する。実は、コードネーム・ハンミョウの名を持つ将軍配下の刺客。
ノリエガ
声 - 小杉十郎太
政治家。41歳。ジュド政府十三人委員会のメンバーでありながら、カンパニー･ビィータ八人委員会のメンバー。シュンに敵対心を抱き、度々嫌味を言う。エチゴの指示に従って、カンパニー・ビィータ乗っ取りを行なう。
セルジュ・エチゴ
声 - 若本規夫
ジュドの経済を支配するエチゴグループの会長。ジュドの実質的な支配者。公には姿を現さずジュドから離れた島に1人で住んでいるといわれており、会社の役員らにも姿を見せない。実はダイスケたちと同じく天上人の血を引くものであり、ダイスケたちの母は彼の姪であり、父を殺させた張本人でもある。
シンシア
声 - 永田亮子
カブキ・ロードの店で働く三人娘の1人。20歳。ポニーテールの女性。ジャニス、ビビアン同様、度々ダイスケを誘惑するが、あまり相手にされない。
ジャニス
声 - 渡辺明乃
カブキ・ロードの店で働く三人娘の1人。21歳。ショートカットの女性。
ビビアン
声 - 徳永愛
カブキ・ロードの店で働く三人娘の1人。19歳。ブロンドの女性。
ロメオ・ビスコンティ
声 - 千葉進歩
警察局・捜査課所属。エジムンドの後輩で付き合いも長く、警部局内では数少ない彼の理解者。
トム・ヤンク
声 - 大西健晴
カブキ・ロードの屋台の主人。29歳。ダイスケの情報源。美女に目が無い。
キア・フリーボーン
声 - 上田祐司
少年ピアニストのレイ・デュリアの異母兄。音楽を愛している。自身を捨てた父と異母弟に復讐しようとした所を助けられて以降ダイスケの良き協力者に。音楽家としては一流だが、詩のセンスはあまり良くない。
八人委員会
「カンパニービィータ」の幹部会。以下のメンバーにクレアとノリエガを加えた8人で構成される。
アルボガスト
黒人風のサングラスの男。
ウェイ・ロンリン
声 - 宝亀克寿
中華風の杖の男。
リンセコ
声 - 河合義雄
欧米風の男。
イワナミ
声 - 樫井笙人
日系風の頬に傷のある男。
ショメイユ
欧風の男。
ランドラ
声 - 田中総一郎
インディオ風の男。

## スタッフ
- 原作 - 赤根和樹、サテライト
- 監督・シリーズ構成 - 赤根和樹
- 副監督 - 山崎たかし
- キャラクターデザイン - 結城信輝
- メインメカデザイン - 竹谷隆之
- メカデザイン - 高倉武史
- コンセプトデザイン - 高寺彰彦
- 美術監督 - 古宮陽子
- 色彩設計 - 中山久美子
- CGIディレクター - 千葉高雪
- CGIプロデューサー - 葛西励
- 音響監督 - 明田川仁
- 音楽 - TRY FORCE
- プロデューサー - 杉田敦、横山真二郎、源生哲雄、富岡哲也
- アニメーション制作 - サテライト
- 製作 - TBS、HEATGUY-J PROJECT

## 主題歌
オープニングテーマ「FACE」
作詞・作曲・編曲・歌 - TRY FORCE
エンディングテーマ1「心の隙間」
作詞・作曲 - 拓磨 / 編曲・歌 - wyse
エンディングテーマ2「ひかり」
作詞・作曲・編曲 - 梶浦由記 / 歌 - 千葉紗子

## 各話リスト
| 話数          | サブタイトル                | 脚本              | 絵コンテ          | 演出                  | 作画監督                   | 収録巻、発売日                |
| ------------- | --------------------------- | ----------------- | ----------------- | --------------------- | -------------------------- | ----------------------------- |
| 1             | 街（まち） -GUY-            | 赤根和樹          | 赤根和樹          | 山崎たかし            | 小林理 外崎春雄            | 1巻 BCBA-1462 2003年1月25日   |
| 2             | 炎（ほのお） -WAR-          | 大野木寛          | 佐藤英一          | 佐藤英一              | 結城信輝                   | 1巻 BCBA-1462 2003年1月25日   |
| 3             | 噂（うわさ） -BOMB-         | 浅川美也          | 山崎たかし        | 佐手珠緒              | 鷲田敏弥 関口雅浩 外崎春雄 | 2巻 BCBA-1463 2003年2月25日   |
| 4             | 獣（けもの） -CHAOS-        | 浅川美也          | 赤根和樹          | 山崎たかし            | 竹内進二                   | 2巻 BCBA-1463 2003年2月25日   |
| 5             | 童（わらべ） -DOLL-         | 浅川美也          | 佐藤英一          | 大西景介              | 関口雅浩                   | 3巻 BCBA-1464 2003年3月28日   |
| 6             | 欲（よく） -MONEY-          | 大野木寛          | 田中孝行          | 山崎たかし            | 成田東 夏目久仁彦 関口雅浩 | 3巻 BCBA-1464 2003年3月28日   |
| 7             | 仇（かたき） -CIRCULATION-  | 浅川美也          | 渡辺純央          | 松本マサユキ          | 鷲田敏弥 関口雅浩          | 4巻 BCBA-1465 2003年4月25日   |
| 8             | 響（ひびき） -BROTHER-      | 大野木寛          | 近藤信宏          | 小川浩司              | 渡部裕子                   | 4巻 BCBA-1465 2003年4月25日   |
| 9             | 絆（きずな） -TRUST-        | 浅川美也          | 原博              | 田中孝行              | 安彦守 夏目久仁彦          | 5巻 BCBA-1466 2003年6月27日   |
| 10            | 弾（たま） -GUNS-           | 高寺彰彦          | 薮下昌二          | 薮下昌二              | -                          | 5巻 BCBA-1466 2003年6月27日   |
| 11            | 幻（まぼろし） -MIRAGE-     | 大野木寛          | 都留稔幸          | 都留稔幸              | 松山光治 関口雅浩          | 6巻 BCBA-1467 2003年7月25日   |
| 12            | 光（ひかり） -VISITOR-      | 大野木寛          | 原博              | 土屋浩幸              | 鷲田敏弥 夏目久仁彦        | 6巻 BCBA-1467 2003年7月25日   |
| 13            | 撃（げき） -ENCOUNTER-      | 大野木寛          | 原博              | 大西景介              | 島村秀一                   | 7巻 BCBA-1468 2003年8月22日   |
| 14            | 魂（たましい） -ARROW-      | 浅川美也          | 山崎たかし        | 山崎たかし            | 安彦守                     | 7巻 BCBA-1468 2003年8月22日   |
| EX （未放送） | 虜（とりこ） -ANGEL-        | 高寺彰彦 赤根和樹 | 赤根和樹 田中孝行 | 松本マサユキ          | 藤川太                     | 8巻 BCBA-1469 2003年9月26日   |
| 15            | 華（はな） -TARGET-         | 大野木寛          | 渡辺純央          | 松本マサユキ 佐藤英一 | 大沢正典                   | 8巻 BCBA-1469 2003年9月26日   |
| 16            | 陸（りく） -SURVIVAL-       | 浅川美也          | 原博 山崎たかし   | 平田豊                | 関口雅浩                   | 9巻 BCBA-1470 2003年10月24日  |
| 17            | 裂（わかれ） -INDEPENDENCE- | 大野木寛          | 原博              | 小川浩司              | 渡部裕子                   | 9巻 BCBA-1470 2003年10月24日  |
| 18            | 心（こころ） -TRUTH-        | 浅川美也          | 田中孝行          | 田中孝行              | 島村秀一                   | 10巻 BCBA-1471 2003年11月28日 |
| 19            | 想（おもい） -FAKE-         | 大野木寛          | 安田賢司          | 安田賢司              | 浜津武宏 小原充            | 10巻 BCBA-1471 2003年11月28日 |
| 20            | 友（とも） -TEARS-          | 大野木寛          | ところともかず    | 大西景介              | 松山光治 安彦守            | 11巻 BCBA-1472 2003年12月21日 |
| 21            | 島（しま） -FORTRESS-       | 高寺彰彦          | 石踊宏            | 阿部雅司              | 向山祐治                   | 11巻 BCBA-1472 2003年12月21日 |
| 22            | 父（ちち） -PLAY-           | 浅川美也          | 原博              | 江島泰男              | 鷲田敏弥 島村秀一 藤川太   | 12巻 BCBA-1473 2004年1月23日  |
| 23            | 狂（くるい） -ALTERATION-   | 大野木寛          | 佐藤英一 原博     | 松本マサユキ          | 渡部裕子                   | 12巻 BCBA-1473 2004年1月23日  |
| 24            | 雪（ゆき） -REVOLUTION-     | 浅川美也          | 山崎たかし        | 山崎たかし            | 松山光治 安彦守 夏目久仁彦 | 13巻 BCBA-1474 2004年2月25日  |
| 25            | 漢（おとこ） -GUYS-         | 大野木寛          | 赤根和樹 田中孝行 | 田中孝行              | 島村秀一 藤川太            | 13巻 BCBA-1474 2004年2月25日  |

### 未放送話
実際の未放送話は上記の通り、通算話数上第15話に当たる「虜（とりこ） -ANGEL-」である。公式には該当話を第EX話とし、通算話数上16話に当たる「華（はな） -TARGET-」以降の話数を-1話とカウントしている為、第25話＝最終話となる。
DVDはセル版のみのリリースで、長らくセル版を購入しないと該当話は視聴出来なかったが、2010年よりバンダイチャンネルにより全話配信されるようになった。未放送話も含まれ、話数表記はEX、正しく15話の位置に挿入されている（表記上は次の話が15話）。また、2011年7月8日にはAT-Xで初回放送が行われた。
14話の後にはEXの、EXの後には15話の予告が付いており、完全に通常のエピソードの順列中に組み込まれている。なお、EXは尺が他のエピソードより3分以上長い（OP・本編・ED・予告の合計で約28分）。

## CD
『HEATGUY-J』 OPテーマ　FACE [Maxi]
発売日 2002年10月23日
- 1. FACE
- 2. Inside touch
- 3. FACE（instrumental）
- 4. Inside touch（instrumental）

『HEATGUY-J』 EDテーマ ひかり [Maxi]
発売日 2003年1月22日
- 1. ひかり
- 2. Hello Goodbye
- 3. ひかり（off vocal）
- 4. Hello Goodbye（off vocal）

『HEATGUY-J』オリジナルサウンドトラック 盤 -BURN-
発売日 2002年12月25日（LACA-5140）
- 1. TRIBE
- 2. FACE（TV size）
- 3. RAINBOW GATE PARK
- 4. BAY SIDE SLIDER
- 5. SMOKE
- 6. PLASTIC COWBOY
- 7. DEATH METAL RIOT
- 8. MAD CITY SUNSET（type1）
- 9. BACKSTREET GUYS
- 10. INTERCHANGE

- 11. GOD NEVER KNOWS
- 12. FRAGMENTATION
- 13. SLOW DANCE
- 14. SHADOW HUNTER
- 15. BLACK BOX
- 16. MAD CITY SUNSET（type2）
- 17. FULL MOON SELENADE
- 18. OMERTA（FAMILY AFFAIR）
- 19. ROCK AND ROLL HARD
- 20. 心の隙間（TV size）

『HEATGUY-J』オリジナルドラマアルバム 語 -DRAMA-
発売日 2003年2月26日（LACA-5155）
- 1. 始 -PRIDE（自尊心）-
- 2. FACE（90sec．EDIT）
- 3. 銃 -AUTHORITY（決定権）-
- 4. 悩 -EXPLOSION（爆発）-
- 5. 食 -GOURMET（食通）-
- 6. 悩 -OVERPROTECTION（過保護）-
- 7. 探 -BEAUTIFUL（美しい）-
- 8. 友 -TROUBLE（事件）-
- 9. 悩 -CHATTERING（ぺちゃくちゃしゃべる）-
- 10. 女 -EFFORT（努力）-
- 11. 迫 -DREAD－（恐怖）-
- 12. 妬 -SARCASM（皮肉）-
- 13. 悩 -MONEY（金）-
- 14. 詩 -ABILITY（才能）-
- 15. 悩 -USUAL（いつもの）-
- 16. 宣 -BRAND（ブランド）-

- 17. 宣 -COMPANY（企業）-
- 18. 句 -TUNING（調律）-
- 19. 迫 -ATTACHMENT（執着心）-
- 20. 迫 -MISTAKE（間違）-
- 21. 誤 -PENITENCE（懺悔）-
- 22. 懐 -AFFECTION（愛情）-
- 23. 技 -FEMININITY（女らしさ）-
- 24. 悩 -COMPLAINT（愚痴）-
- 25. 老 -AIM（狙い）-
- 26. 悩 -NARCISSIST（うぬぼれや）-
- 27. 会 -BROTHERS（兄弟）-
- 28. 笑 -DAJARE（ダジャレ）-
- 29. 遊 -CHARACTER（性格）-
- 30. ひかり（90sec．EDIT）
- 31. 終 -TRAILER（予告編）-
- 32. ボーナストラック

登場人物
- ダイスケ・アウローラ
- ジェイ
- キョウコ・ミルシャン
- アントニア・ベルッチ
- ケン・エジムンド
- モニカ・ガブリエル
- ボマ
- シュン・アウローラ

- 将軍
- マウロ
- クレア・レオネリ
- ジョバンニ・ギャロ
- トム・ヤンク
- シンシア
- ジャニス
- ビビアン

## 書籍
- 『ヒートガイ ジェイ』（マガジンZコミックス） 原作・赤根和樹、御祇島千明著、2003年3月
- 以下は結城信輝（本作キャラクターデザイナー）の同人誌活動による
  - 『HEATGUY J 修正原画集1』 2003年8月16日
  - 『HEATGUY J 修正原画集2』 2003年12月29日
  - 『HEATGUY J 修正原画集3』 2004年8月14日発行
  - 『HEATGUY J ROUGH-DRAWING WORKS』 2004年8月14日発行